# آلفرد آستین
آلفرد آستین (انگلیسی: Alfred Austin; ۳۰ مهٔ ۱۸۳۵ – ۲ ژوئن ۱۹۱۳) یک شاعر، رمان‌نویس، نمایش‌نامه‌نویس اهل بریتانیا بود.